# Paul Donovan
Paul Donovan (Irlanda, 11 de julio de 1963) es un atleta irlandés retirado especializado en la prueba de 3000 m, en la que consiguió ser subcampeón mundial en pista cubierta en 1987.

## Carrera deportiva
En el Campeonato Mundial de Atletismo en Pista Cubierta de 1987 ganó la medalla de plata en los 3000 metros, llegando a meta en un tiempo de 8:03.39 segundos, tras su paisano irlandés Frank O'Mara y por delante del estadounidense Terry Brahm (bronce).